# Laura Clarke
Laura Clarke – brytyjska dyplomatka, w latach 2018-2022 pełniła funkcję wysokiego komisarza Wielkiej Brytanii w Nowej Zelandii i na Samoa oraz jednocześnie gubernatora Pitcairn. 

## Życiorys
Laura Clarke Studiowała języki nowożytne na University of Cambridge oraz stosunki międzynarodowe na London School of Economics. Wcześniej pełniła funkcję Szefa Departamentu Azji Południowej w Biurze Spraw Zagranicznych Wspólnoty Narodów oraz pracowała w Ministerstwie Sprawiedliwości, Komisji Europejskiej i brytyjskim parlamencie.
Zamężna, posiada trójkę dzieci.